# Caius Oppius (tribun de la plèbe)
Pour les articles homonymes, voir Caius Oppius.
Caius Oppius est un tribun de la plèbe en 215 av. J.-C. À la suite des victoires d'Hannibal, il fit rendre une loi qui interdisait aux femmes de porter sur elles plus d'une demi-once d'or : la loi Oppia.
Cette loi excita un mécontentement général, et elle fut révoquée, malgré l'opposition de Caton l'Ancien.

## Source
Cet article comprend des extraits du Dictionnaire Bouillet. Il est possible de supprimer cette indication, si le texte reflète le savoir actuel sur ce thème, si les sources sont citées, s'il satisfait aux exigences linguistiques actuelles et s'il ne contient pas de propos qui vont à l'encontre des règles de neutralité de Wikipédia.